# Hemipedina
Hemipedina is een geslacht van uitgestorven zee-egels uit de familie Pedinidae.

## Soorten
- Hemipedina abreusense Sánchez Roig, 1949 †
- Hemipedina taurica Weber, 1934 †
- Hemipedina taylori Smith & Crame, 2012 †